# John Paul Fedele
Pour les articles homonymes, voir Fedele.
John Paul Fedele est un acteur, scénariste, réalisateur, producteur et monteur américain.

## Biographie
En tant que scénariste, John Paul Fedele s'est spécialisé dans les films parodiques érotiques lesbiens : Titanic 2000, The Erotic Witch Project, Mistress Frankenstein, La Playmate des singes, Who Wants to Be an Erotic Billionaire?, Spiderbabe ou The Seduction of Misty Mundae

## Filmographie

### Comme acteur
- 1989 : The Basement : Peter
- 1990 : Ghoul School (vidéo) : Scully the Evil Brother
- 1995 : Wild Malibu Weekend! : Studio Security Guard (crédité comme Jon Fedele)
- 1995 : Animal Room : Spring Heeled Jack (crédité comme J.P. Fedele)
- 1996 : From Dusk Till Dawn : le monstre (crédité comme Jon Fidele)
- 1996 : Zarkorr! The Invader : Zarkorr (non crédité)
- 1998 : The Vampire's Seduction : Wally
- 1998 : Kraa! The Sea Monster : Kraa (crédité comme Jon Fedele)
- 1998 : In the Hood
- 1998 : Girl Explores Girl: The Alien Encounter (vidéo) : le Grand Poobah (non crédité)
- 1999 : La Nuit d'Halloween (film, 1999) (The Fear: Resurrection) : Morty (crédité comme Jon Fedele)
- 1999 : Duck! The Carbine High Massacre (vidéo) : G.U.N. Association Representative (crédité comme Clancy Fitzsimmons)
- 1999 : Planet Patrol (vidéo) : Kraa (crédité comme John Fedele)
- 1999 : Titanic 2000 (vidéo) : Glitter Bolan (crédité comme John Fedele)
- 2000 : Erotic Witch Project 2: Book of Seduction (vidéo) (crédité comme Giorgy Benaskovich)
- 2000 : Mistress Frankenstein (vidéo) : Dr. Frankenstein
- 2001 : Gladiator Eroticvs: The Lesbian Warriors (vidéo) : Dickus Minimus (crédité comme John P. Fedele)
- 2001 : The Erotic Ghost (vidéo) : Bob
- 2001 : Witchbabe: The Erotic Witch Project 3 (vidéo) : Major Rudolf / Reporter (crédité comme John P. Fedele)
- 2001 : Purgatory Blues (vidéo) : William (crédité comme John P. Fedele)
- 2002 : La Playmate des singes (Play-Mate of the Apes) (vidéo) : Heston (non crédité)
- 2002 : Who Wants to Be an Erotic Billionaire? (vidéo) : l'homme de la scène (crédité comme John P. Fedele)
- 2002 : 48 œ (court métrage vidéo) (crédité comme Jon Fedele)
- 2003 : The Lord of the G-Strings: The Femaleship of the String (vidéo) : Sourass (crédité comme John P. Fedele)
- 2003 : Vampire Vixens (vidéo) : Wally Van Helsing (crédité comme John Fedele)
- 2003 : Carlito's Angels (vidéo) : 'Ei' Man (crédité comme John Fedele)
- 2003 : SpiderBabe (vidéo) : Ring Master (crédité comme John P. Fedele)
- 2004 : Sexy American Idle (vidéo) : Glitter Bolan / Bob Spewbach (crédité comme John Fedele)
- 2004 : Bite Me! (vidéo) : Myles McCarthy (crédité comme John Fedele)
- 2004 : Suburban Secrets : O'Mera (crédité comme John Fedele)
- 2005 : New York Wildcats (vidéo) : Master Camute (crédité comme John P. Fedele)
- 2005 : Zombiez (vidéo) : Cop (crédité comme John Fedele)
- 2005 : Lust in Space: The Erotic Witch Project IV (vidéo) : Hick Johnny (non crédité)
- 2006 : Saurian (téléfilm) : l'ambulancier (crédité comme John Fedele)
- 2006 : SSI: Sex Squad Investigation (vidéo) : John Honeysuckle (crédité comme John Fedele)
- 2006 : Kinky Kong (vidéo) : Seymoure Ass (crédité comme John Fedele)
- 2006 : Bloodz vs. Wolvez (vidéo) : Augustin (crédité comme John Fedele)
- 2006 : The Strange Case of Dr. Jekyll and Mr. Hyde : Alan Ballard (crédité comme John Fedele)
- 2006 : Jose's Place (vidéo) : Aaron (crédité comme John Fedele)
- 2006 : Bacterium : capitaine Forrester (crédité comme John Fedele)
- 2006 : Choices: Dungeons & Dragons (court métrage vidéo) : Orc (crédité comme Jon Fedele)
- 2007 : La casa loca (vidéo) : Ken (crédité comme John Fedele)
- 2007 : Skin Crawl (vidéo) : Franco (crédité comme John P. Fedele)
- 2007 : Sex Hex (vidéo) : Carl (crédité comme Clancy Fitzsimmons)
- 2007 : Splatter Beach (vidéo) : le batteur (crédité comme John Fedele)
- 2008 : Secret Desires (vidéo) : Harold (crédité comme Clancy Fitzsimmons)
- 2008 : Superbadazz : Dominic (crédité comme John Fedele)
- 2009 : Batbabe: The Dark Nightie (vidéo) : commissaire Boredom (crédité comme Clancy Fitzsimmons)
- 2010 : The United Monster Talent Agency (court métrage) : Sun Demon (crédité comme Jon Fedele)
- 2014 : Beaster Day: Here Comes Peter Cottonhell : Major Farnsworth
- 2017 : Bravengers: Age of Buldgetron (vidéo) : Dick Furry (crédité comme Clancy Fitzsimmons)

### Comme scénariste
- 1999 : Titanic 2000 (vidéo) (crédité comme Clancy Fitzsimmons)
- 2000 : The Erotic Witch Project (vidéo) (crédité comme Clancy Fitzsimmons)
- 2000 : Mistress Frankenstein (vidéo) (crédité comme Clancy Fitzsimmons)
- 2002 : La Playmate des singes (Play-Mate of the Apes) (vidéo) (crédité comme Clancy Fitzsimmons)
- 2002 : Sexy Scary Movie 2 (vidéo) (crédité comme Clancy Fitzsimmons)
- 2002 : Who Wants to Be an Erotic Billionaire? (vidéo) (segment "Commercials 'Sugar Frosted Sugar' & 'Ass Balm'") (crédité comme Clancy Fitzsimmons)
- 2003 : SpiderBabe (vidéo) (crédité comme John Fedele)
- 2004 : Sexy American Idle (vidéo)
- 2004 : The Sexy Adventures of Van Helsing (vidéo) (crédité comme Clancy Fitzsimmons)
- 2004 : The Seduction of Misty Mundae (vidéo) (crédité comme John Fedele)
- 2014 : The Security Guards (court métrage)

### Comme réalisateur
- 1992 : The Chiller Theatre Expo Video Vol. 1 (documentaire vidéo) (crédité comme John Fedele)
- 1999 : Titanic 2000 (vidéo) (crédité comme John P. Fedele)
- 2002 : Who Wants to Be an Erotic Billionaire? (vidéo) (segment "commercials 'Sugar Frosted Sugar' & 'Ass Balm'") (crédité comme Clancy Fitzsimmons)
- 2004 : Sexy American Idle (vidéo) (crédité comme John Fedele)

### Comme producteur
- 1990 : Ghoul School (vidéo)
- 1999 : Titanic 2000 (vidéo) (crédité comme John P. Fedele)
- 2014 : The Security Guards (court métrage)

### Comme monteur
- 1992 : The Chiller Theatre Expo Video Vol. 1 (documentaire vidéo) (crédité comme John Fedele)
- 1999 : Snuff Perversions: Bizarre Cases of Death (vidéo) (crédité comme Clancy Fitzsimmons)